# Julius Paul Junghanns
Julius Paul Junghanns (* 8. Juni 1876 in Wien, Österreich-Ungarn; † 3. April 1958 in Düsseldorf) war ein deutscher Maler, der sich insbesondere in der Tiermalerei Bekanntheit erwarb.

## Leben
Da die Eltern von Julius Paul Junghanns aus Sachsen stammten und sich nur kurzfristig in Wien aufhielten, bezeichnete Junghanns sich selbst als Sachsen. Er wuchs in Dresden auf, wo er 1895 eine Ausbildung zum Lithografen abschloss. Ein Jahr darauf begann er sein Studium an der Dresdner Kunstakademie bei Max Frey und Leon Pohle. 1898 leistete er Militärdienst beim Königlichen Sächsischem Grenadierregiment Nr. 1. Ab 1899 setzte er sein Studium an der Akademie der bildenden Künste in München bei dem Tiermaler Heinrich von Zügel bis ins Jahr 1904 fort. Sein Studium bei Zügel bezeichnete Junghanns als das größte Erlebnis seiner Lehrzeit. Im Jahr 1902 war er Mitarbeiter der Zeitschrift Jugend. 1903 wurde er Mitglied des Bundes Zeichnender Künstler in München. 1904 heiratete er Maria Buchner, die Tochter eines angesehenen Münchner Tierarztes und Urenkelin des Malers Domenico Quaglio. Im gleichen Jahr wurde er – erst 28-jährig – auf Vorschlag seines Lehrers Heinrich von Zügel zum Wintersemester als Leiter der Meisterklasse für Tier- und Freilichtmalerei an die Kunstakademie Düsseldorf berufen. 1905 trat er dem Hagenbund bei. 1906 verlieh man ihm an der Düsseldorfer Akademie die Professur. 1907 erhielt er auf der Großen Berliner Kunstausstellung eine kleine Goldmedaille. Während des Ersten Weltkriegs diente er als Soldat. 1916 war er in der Galerie Ernst Arnold auf der „Zweiten Ausstellung Dresdner Künstler die im Heeresdienst stehen“ vertreten. 
Das Verhältnis zu Walter Kaesbach, der ab 1924 die Kunstakademie Düsseldorf leitete und verschiedene Neuerungen einführte, war durch persönliche Auseinandersetzungen gekennzeichnet. Im März 1933, kurz nach der Machtübergabe an die Nationalsozialisten, wurde Junghanns nach Kaesbachs Entlassung kommissarischer Leiter der Düsseldorfer Akademie. In dieser Funktion, die bis zur Amtsübernahme des neuen Direktors Peter Grund im Oktober 1933 dauerte, wurde er zur Entlassung zahlreicher Kollegen verpflichtet.

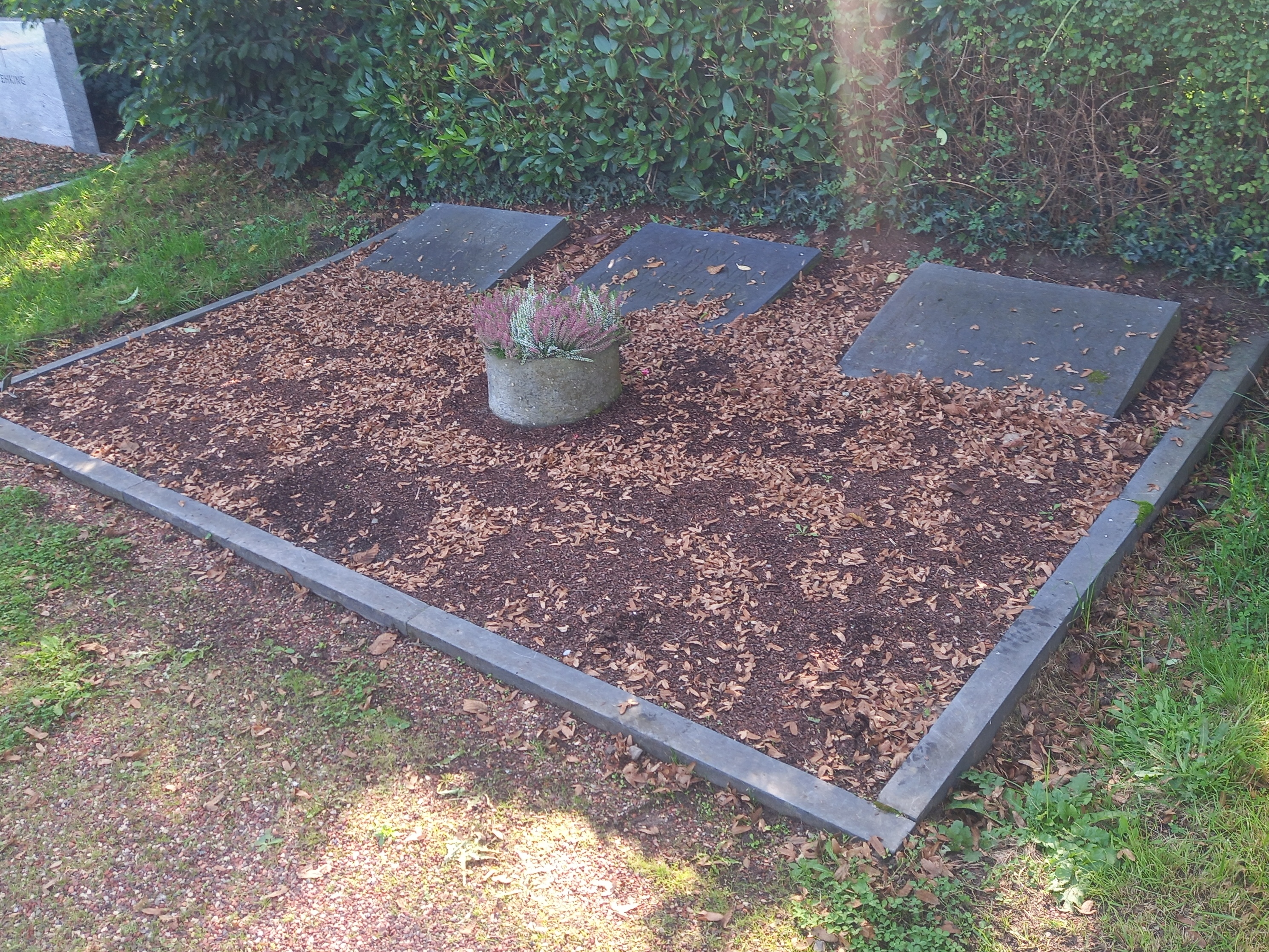
Das Grab von Julius Paul Junghanns und seiner Ehefrau Maria im Familiengrab auf dem Evangelischen Friedhof Kaiserswerth in Düsseldorf

Junghanns genoss aufgrund seiner traditionellen Malweise das Vertrauen und die Wertschätzung des nationalsozialistischen Regimes. Er nahm regelmäßig an der Großen Deutschen Kunstausstellung teil, die die Kunst im Nationalsozialismus präsentierte. Allein sechs seiner Bilder waren auf der ersten Großen Deutschen Kunstausstellung 1937 zu sehen. Dies belastet die Rezeption seines Werkes bis heute. Im Jahr 1941 erhielt er die Goethe-Medaille für Kunst und Wissenschaft. Junghanns stand 1944 in der Gottbegnadeten-Liste des Reichsministeriums für Volksaufklärung und Propaganda.
Erst spät erkannte Junghanns den Missbrauch, der mit seinem Werk getrieben wurde, und erlebte, nachdem sein jüngster Sohn Rudolf 1941 gefallen war, den Zusammenbruch 1945 als schwere persönliche Krise. Er ließ sich pensionieren und zog sich nach Erwitte zurück, wo er fast vier Jahre unter ärztlicher Betreuung im Marienhospital lebte. Mit der Hilfe von Freunden und Sammlern konnte er 1949 nach Düsseldorf zurückkehren und sich ein neues Atelier einrichten. Dort gehörte er der Künstlergruppe 1949 an. Junghanns war ein international bekannter, traditioneller Tier- und Freilichtmaler, der sich bisweilen selbst als Pictor antiquus (Alter Maler) bezeichnete. Pinakotheken, Kunsthallen und Museen in Berlin, Hagen, München, Düsseldorf, Bonn, Krefeld, Chemnitz, Karlsruhe, Mannheim, Wien, London, Madrid, Antwerpen, Pittsburgh, Chicago, Boston, früher auch Danzig und Königsberg, sowie Privatsammlungen sind im Besitz von Junghanns-Bildern.
Julius Paul Junghanns starb am 3. April 1958 im 82. Lebensjahr in Düsseldorf, wo sein Grab auf dem Evangelischen Friedhof Kaiserswerth erhalten ist.
Der Düsseldorfer Architekt Hans Junghanns (1906–1989) war sein Sohn.